# Bezedná jáma
Bezedná jáma je jeden ze zatopených křemencových lomů v okolí obce Horní Raškovice. Lom se nalézá asi 200 metrů západně od rozhledny Barborka na trase naučné stezky Raškovickými lomy.
Pověst vypráví, že kdysi za bouře sjel do zatopené jámy kočár s krutým a pyšným správcem panství. Ačkoliv mu poddaní vyrazili hned na pomoc, už ho nenašli. Jáma ho pohltila a od té doby se o ní ví, že je bezedná.

## Galerie

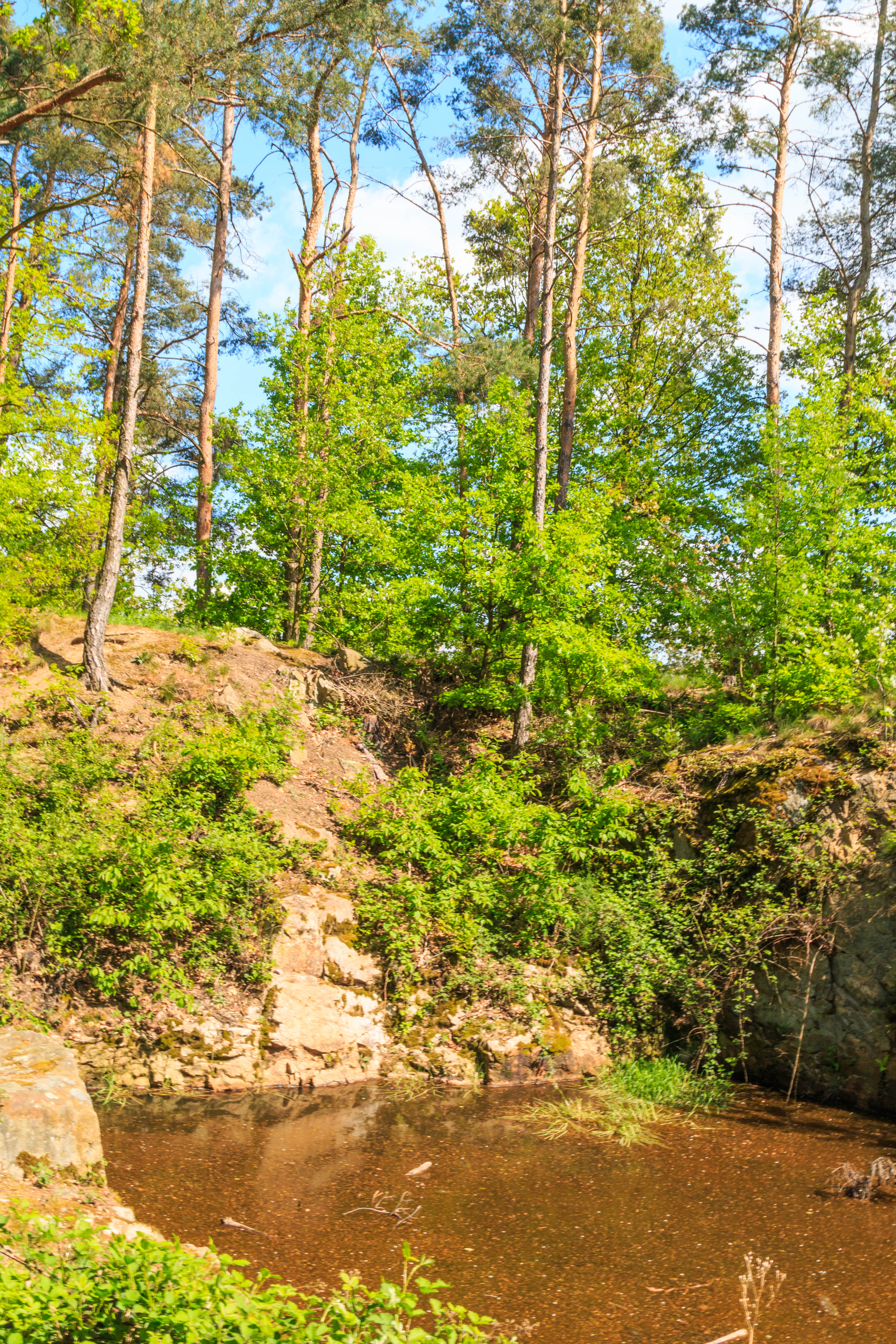
Lom Bezedná jáma u Horních Raškovic
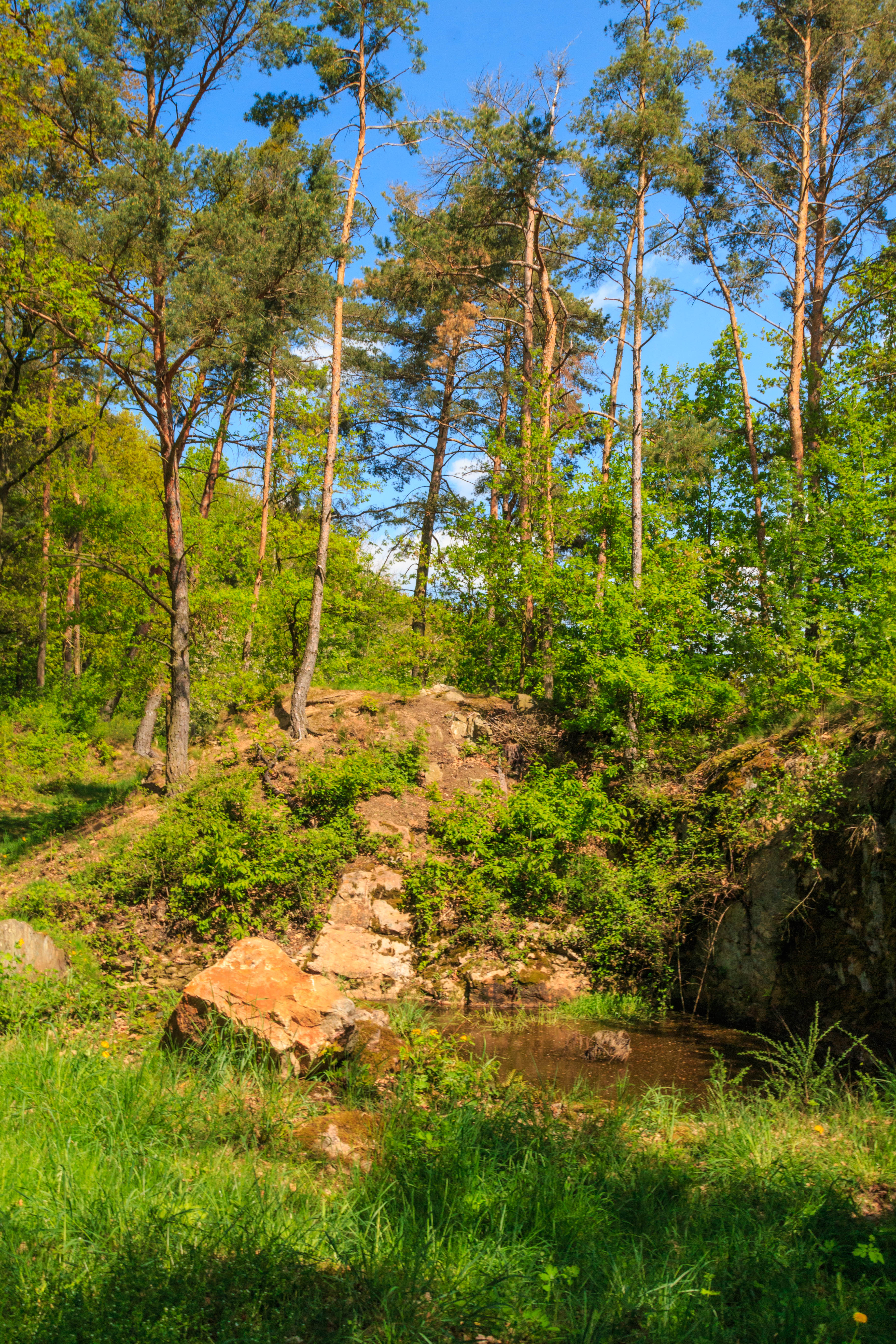
Lom Bezedná jáma u Horních Raškovic
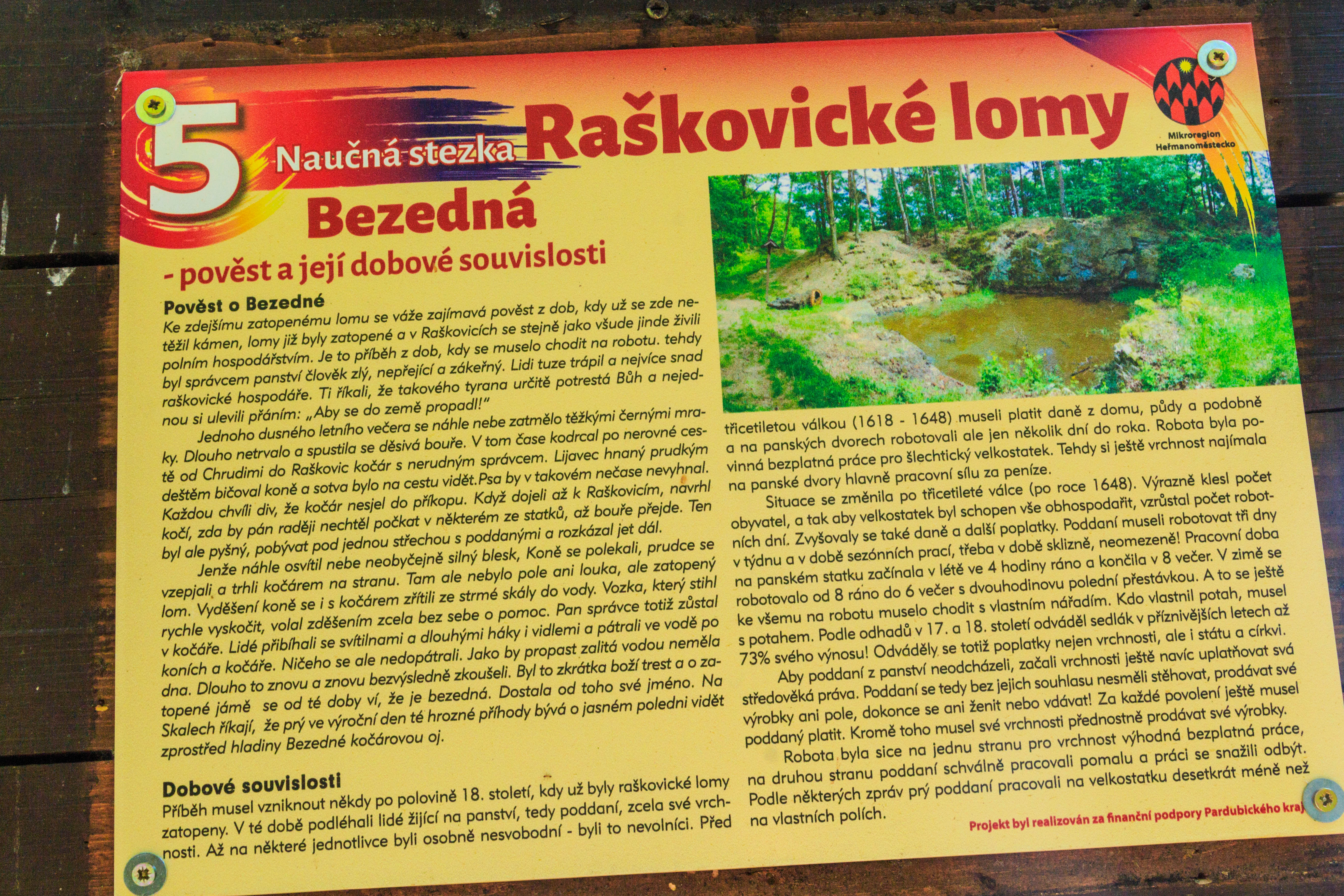
Lom Bezedná jáma u Horních Raškovic - infotabule